# 四大部洲

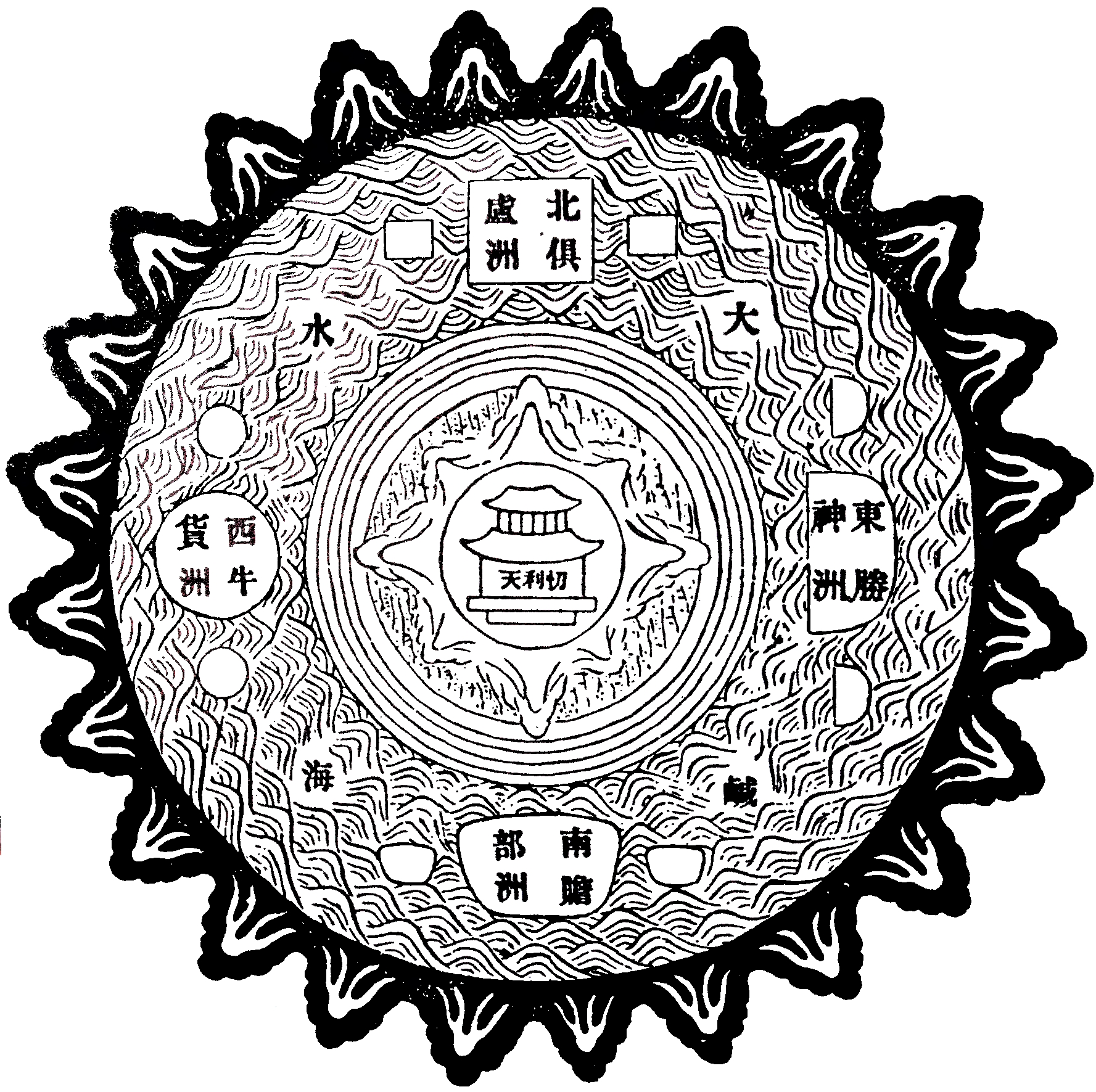
四大部洲与须弥山

四大部洲，又称四洲、四大洲、四天下，是佛教中认为的在须弥山周围咸海中的四大洲，分别为东胜身洲、西牛贺洲、南赡部洲和北俱卢洲，分别住着四大天王。另外还有八小部洲。
《西游记》中对此有所描述：花果山位于东胜神洲，唐帝国位于南赡部洲，天竺位于西牛贺洲。
颐和园内有一处景观也名为“四大部洲”。
以上資料出自佛學大辭典(1922年正式出版)

## 字源
梵語：（Dvīpa），本意為島嶼、半島、大島、大陸或是洲。